# Sweneld
Sweneld (Altnordische Sprache: Sveinaldr; * um 920?; † nach 975) war ein warägischer Heerführer unter den Kiewer Fürsten Igor, Swjatoslaw und Jaropolk.

## Name
Sweneld ist die altslawische Schreibweise für Sveinalðr.

## Leben
Sweneld war skandinavischer Herkunft. Er oder seine Vorfahren waren in die Rus gekommen. Sein Geburtsjahr ist unbekannt.
Sweneld diente in der Warägergarde von Fürst Igor von Kiew. Um 944 wurde er erstmals erwähnt, als er Tribut beim Stamm der Ulitschen eintrieb. Auch bei den Drewljanen trieb er Einnahmen ein. Diese waren über das Vorgehen so erzürnt, dass sie Igor töteten. Sweneld war an den Vergeltungsmaßnahmen der Witwe Olga gegen die Drewljanen beteiligt.
Sweneld besaß ein großes Vermögen, eine eigene Garde (Druschina) und möglicherweise auch eigenen Grundbesitz. Er war zu dieser Zeit wahrscheinlich die einflussreichste Person nach den Fürsten in der Rus.
969 begleitete er Fürst Swjatoslaw auf dessen Heerzügen gegen die Bulgaren und das Byzantinische Reich. Er überlebte auch den Tod Swjatoslaws 971 und kehrte nach Kiew zurück.
975 wurde sein Sohn Ljut durch Oleg, einen Sohn Swjatoslaws, im Gebiet der Drewljanen getötet. Sweneld soll darauf Jaropolk, den Bruder Olegs, angestiftet haben, gegen diesen Krieg zu führen. Oleg starb 977, Sweneld wurde seitdem in den Chroniken nicht mehr genannt.